# Jingoïsme

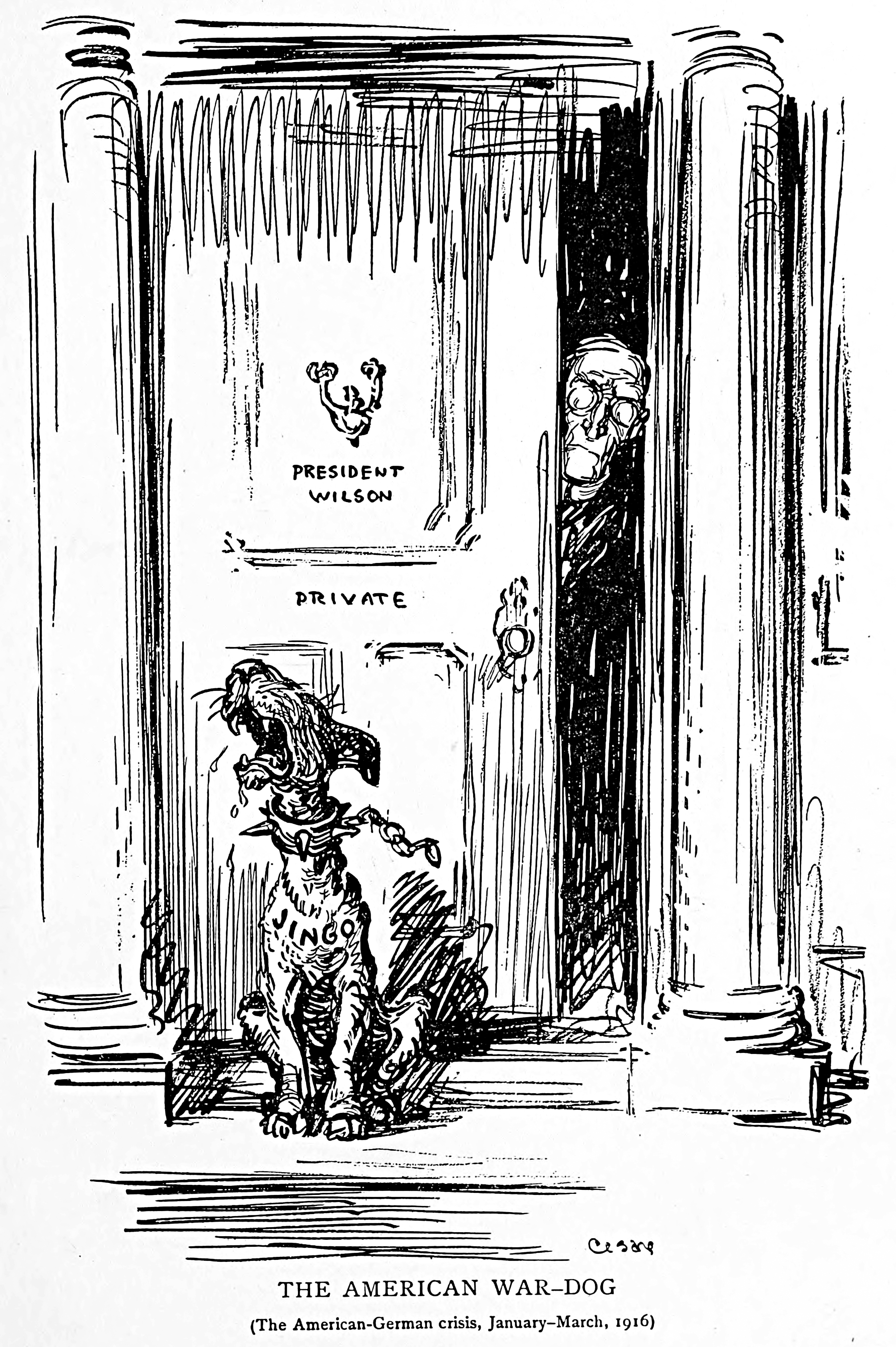
Politieke cartoon van Oscar Cesare uit 1916; de hond ("American war-dog") heet Jingo

Jingoïsme is een vorm van overdreven patriottisme. De term jingoïsme is vooral in de Engelstalige wereld in gebruik (jingoism) en is enigszins vergelijkbaar met het Nederlandse woord chauvinisme. Het wordt vaak gebruikt wanneer het over een agressief buitenlands beleid van een land gaat, terwijl het land in kwestie zegt niet te willen vechten, maar daartoe geprovoceerd is of dat het nobele doelen voor ogen heeft, die nou eenmaal bereikt moeten worden door middel van agressie. Het jingoïsme is dus geen politieke stroming, zoals de meeste andere ismen. Een politicus zal zichzelf niet snel een jingoïst noemen.
De term dook voor het eerst op in Engeland in 1878. In dat jaar kwamen de Britten bijna in oorlog met Rusland, nadat Rusland een groot deel van het Ottomaanse Rijk had bezet. De Ierse zanger G. H. MacDermott componeerde naar aanleiding van deze crisis een lied met als refrein:
We don't want to fight
But, by Jingo, if we do,
We've got the ships,
We've got the men,
We've got the money, too.
Vertaling:
We willen niet vechten
Maar, bij Jingo, als we het doen,
Hebben we de schepen,
Hebben we de mannen,
En hebben we ook de poen.
De frase "by Jingo" is waarschijnlijk een bastaardvloek, een eufemisme voor "bij Jezus". Een andere mogelijke herkomst is het Baskische woord "Jainko", dat God betekent.

## Trivia
- Het onafhankelijke Britse Europarlementslid Ashley Mote (een van de allergrootste eurosceptici) wordt vaak voor jingoïstisch versleten.